# جان ماري لوبان
جان لويس ماري لو بان (بالفرنسية: Jean-Marie Le Pen) (20 يونيو 1928 – 7 يناير 2025)، المعروف باسم جان-ماري لو بان، هو سياسي ومحامي وناشط فرنسي. أسس حزب الجبهة الوطنية اليميني المتطرف (المعروف حاليًا باسم "التجمّع الوطني")، وشغل منصب رئيس الحزب من عام 1972 حتى 2011، ثم أصبح رئيسًا شرفيًا له من عام 2011 إلى 2015.
ركّز لو بان في نشاطه السياسي على قضايا الهجرة إلى فرنسا، والاتحاد الأوروبي، والحفاظ على الثقافة والقيم التقليدية، والنظام العام، ومعدلات البطالة المرتفعة في فرنسا. وتُعرف مسيرته في ثمانينيات القرن العشرين باسم "لَوْبَنَة العقول" (la lepénisation des esprits)، نظرًا لتأثيرها الملحوظ على الرأي السياسي السائد. وقد أثارت خطاباته المثيرة للجدل، وتوغله في الحياة العامة، جدلاً واسعًا وجعلته شخصية تثير الانقسام في الرأي العام. أُدين بعدد من التصريحات التي قللت من شأن المحرقة، وتعرّض لغرامات بسبب التحريض على التمييز، نتيجة لتصريحات أدلى بها عن المسلمين في فرنسا. وفي عام 2015، طُرد من الحزب على يد ابنته مارين لو بان بعد أن أدلى بتصريحات مثيرة للجدل قلل فيها من شأن الهولوكوست.
يُعد لو بان من الشخصيات البارزة في السياسة الفرنسية بفضل بقائه الطويل في الحياة السياسية ومحاولاته الخمس الترشح للرئاسة. وقد شكّلت مفاجأته بالوصول إلى الجولة الثانية في الانتخابات الرئاسية عام 2002، حيث هُزم بفارق كبير أمام الرئيس جاك شيراك، محطة بارزة في الوعي السياسي الفرنسي، حتى إن "21 أبريل" أصبح تعبيرًا شائعًا في الخطاب العام الفرنسي. شغل لو بان ثلاث ولايات في الجمعية الوطنية الفرنسية، وكان عضوًا في البرلمان الأوروبي من عام 1984 حتى 2019.

## روابط خارجية
- جان ماري لوبان على موقع IMDb (الإنجليزية)
- جان ماري لوبان على موقع الموسوعة البريطانية (الإنجليزية)
- جان ماري لوبان على موقع مونزينجر (الألمانية)
- جان ماري لوبان على موقع ألو سيني (الفرنسية)
- جان ماري لوبان على موقع ميوزك برينز (الإنجليزية)
- جان ماري لوبان على موقع أول موفي (الإنجليزية)
- جان ماري لوبان على موقع إن إن دي بي (الإنجليزية)
- جان ماري لوبان على موقع ديسكوغز (الإنجليزية)
- جان ماري لوبان على موقع قاعدة بيانات الفيلم (الإنجليزية)